# Lucas Daniel
Pour les articles homonymes, voir Daniel.
Lucas Daniel, né le 1er janvier 1995 à Rennes, est un archer français.
Il est sacré champion du monde en salle juniors en 2014, médaillé de bronze des championnats du monde universitaires en 2014 et termine quatrième des championnats d'Europe 2016 en tir à l'arc classique.